# Schloss Fuschl

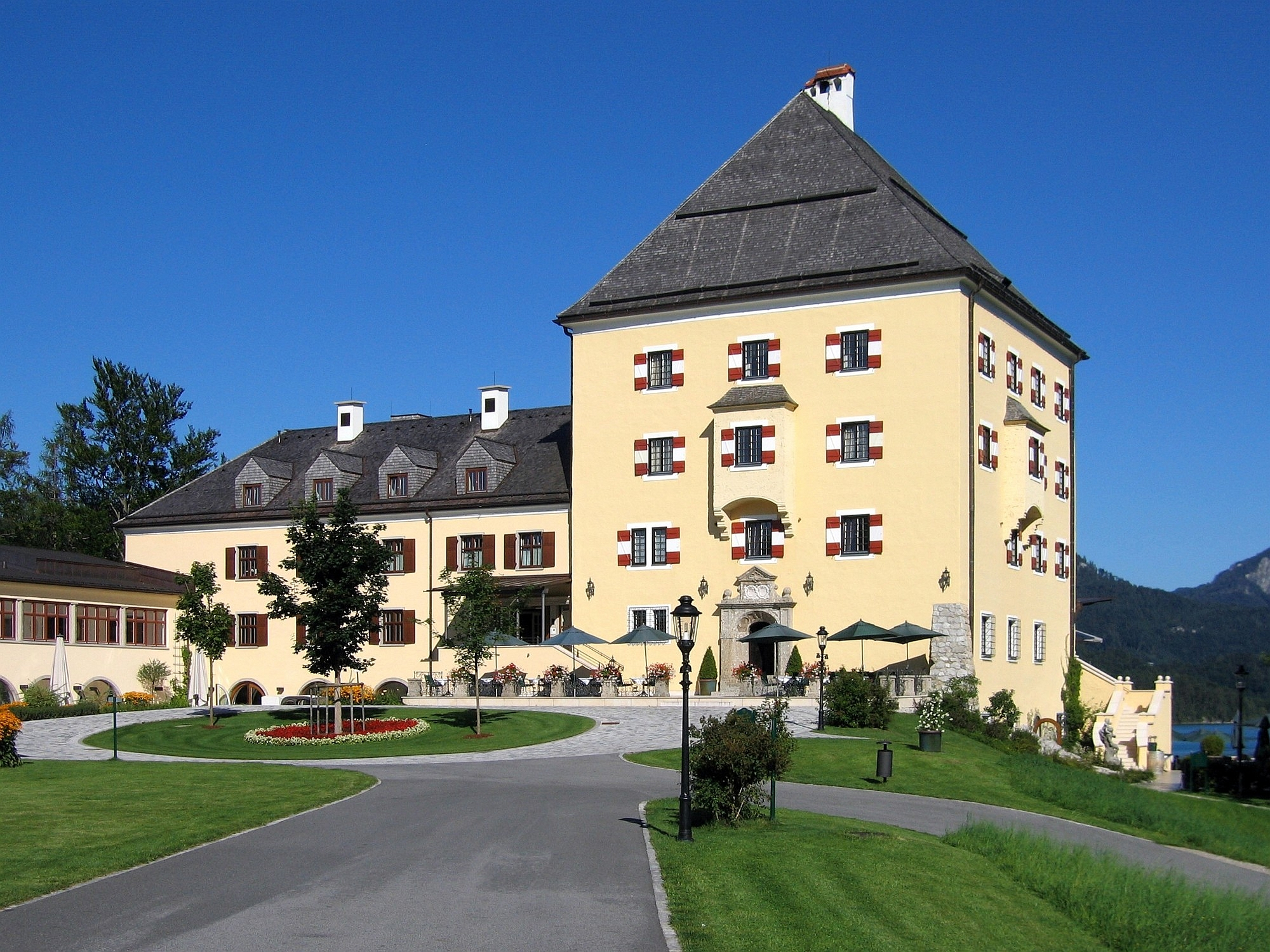
Schloss Fuschl 2008.

Schloss Fuschl är ett slott beläget vid Fuschlsee i Salzkammergut i Österrike. Schloss Fuschl uppfördes i mitten av 1400-talet och tjänade då som jaktslott. Det kom 1939 i Joachim von Ribbentrops besittning. Slottet är sedan 2010 lyxhotell.